# Гуманитарный факультет Хельсинкского университета

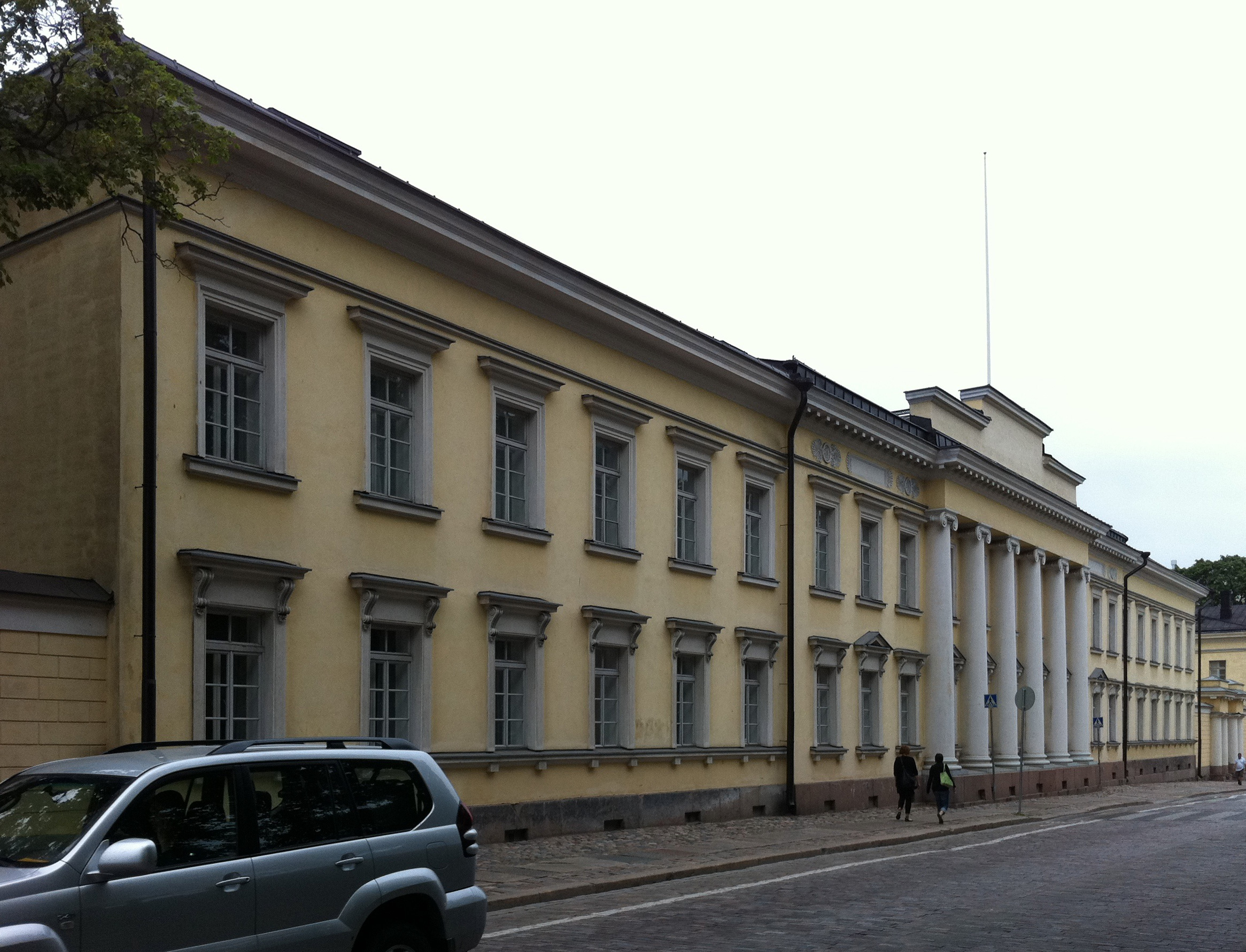
В настоящее время в зданиях Топелии работают многочисленные исследователи в области истории и культуры.

Гуманитарный факультет Хельсинкского университета — крупнейший из 11 факультетов Хельсинкского университета и самый крупный и старейший гуманитарный факультет в Финляндии. Кроме того, это самый разнообразный факультет в Финляндии с точки зрения дисциплин и набора предметов. Он включает в себя историко-лингвистические предметы университета, то есть языки, историю, культурологию и историю искусства.

## История
Гуманитарный факультет уходит своими корнями в старый философский факультет, который был одним из четырёх основных факультетов Королевской Академии Або, основанной в 1640 году. В 1852 году факультет был разделён на два отдела: историко-лингвистический и физико-математический (позднее математико-научный).
В 1992 году старый философский факультет был упразднён, а его кафедры стали самостоятельными факультетами, когда кафедра историко-лингвистики была преобразована в гуманитарный факультет. В память о факультете гуманитарных наук, студенты факультета гуманитарных наук являются студентами философии, и названия его степеней являются самой низкой степенью (бакалавр гуманитарных наук), за исключением начальной философии (магистр философии, лиценциат философии, доктор философии) и старой степени магистра.
По состоянию на 2017 год степень бакалавра может быть получена по 6 различным широким программам бакалавриата, которые включают в себя в общей сложности 47 областей обучения. На выбор предлагается 17 магистерских программ в магистратуре, 5 из которых международные, то есть на английском языке.
До конца 2017 года на факультете будут четыре предметных кафедры и Александровский институт. Всего на факультете обучается около восьми студентов. 000[что?] студентов и аспирантов. Факультет расположен в центральном кампусе Университета Хельсинки, и большая часть его преподавания проводится в главном здании университета, в районе Топелиа и Метсатало.

## Структура
До конца 2017 года на гуманитарном факультете будут четыре предметных кафедры и Александровский институт.
Кафедры:
- Кафедра философии, истории, культуры и искусствоведения
- Департамент мировых культур
- Кафедра языков
- Кафедра финских, финно-угорских и северных языков и литературы

### История организационной структуры
С начала 2010 года на гуманитарном факультете было создано четыре предметных кафедры вместо прежних 16 (старые кафедры в скобках):
- Отделение философии, истории, культуры и искусствоведения (Отделение философии, Отдел истории, Институт Кристиины, Отдел культурологии, Отдел искусствоведения)
- Отдел мировых культур (Отделение азиатских и африканских языков и культур, Отделение классической филологии, Институт Ренвалл, Отделение религиоведения)
- Кафедра языков (предметы английского, романских языков, немецкого, славистики, балтологии и общего языкознания)
- Отделение финских, финно-угорских и северных языков и литературы (Отделение северных языков и северной литературы, отделение финно-угорских исследований, отделение финского языка и литературы)

С начала 2016 года Александровский институт вошел в состав гуманитарного факультета.